# Vítkovská vrchovina
Vítkovská vrchovina (někdy též Vítkovské vrchy, něm. Wigstadtler Berge) se rozprostírá na hranici Moravy a Slezska z velké části v Moravskoslezském kraji. Je jedním z 8 geomorfologických podcelků Nízkého Jeseníku, ve kterém svou rozlohou činí cca 34 %. Jméno této oblasti bylo zvoleno podle města Vítkov, jež leží v západní části vrchoviny. Nejvyšším pojmenovaným vrcholem Vítkovské vrchoviny je Křížový vrch (642,0 m). Nejvyšší místo (642,3 m) se ale nachází severně od vrcholu v lokalitě zvané Křížová, tento vrchol není pojmenován.

## Geografické podmínky

### Poloha a povrch
Vítkovská vrchovina leží z větší části v okrese Opava. Dále pak zasahuje do těchto okresů: Nový Jičín, Bruntál, Ostrava-město, Přerov, Olomouc.

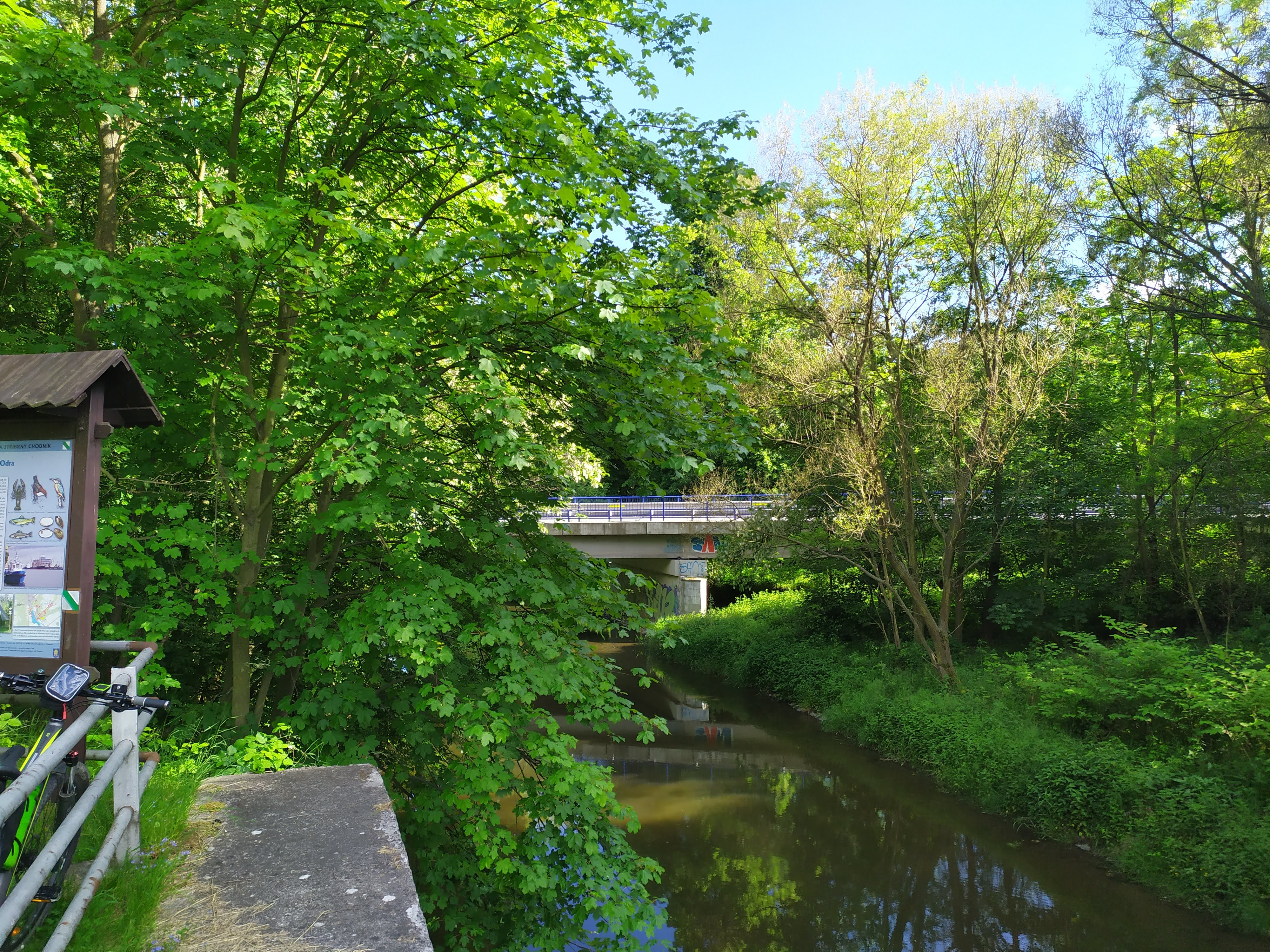
Řeka Odra na okraji Vítkovské vrchoviny

Hranice geomorfologického podcelku je tvořena těmito městy a obcemi (ve Vojenském újezdu Libavá řeky a potoky): Budišov nad Budišovkou, Bílčice, Leskovec nad Moravicí, Staré Heřminovy, Jakartovice, Štáblovice, Branka u Opavy, Chvalíkovice, Raduň, Mokré Lazce, Háj ve Slezsku, Ludgeřovice, Hošťálkovice, Pustkovec, Vřesina, Klimkovice, Bílovec, Studénka, Fulnek, Hladké Životice, Suchdol nad Odrou, Odry, Střítež nad Ludinou, Olšovec, Potštát, (začátek VVP Libavá) Velička, Heřmanecký potok, Plazský potok, řeka Odra (konec VVP), Staré Oldřůvky.
Povrch vrchoviny je spíše plochý. Nejvýše položená oblast vrchoviny se nachází na její jihozápadní části a směrem k severovýchodu se svažuje až k nejníže položenému geomorfologickému okrsku, Děhylovské pahorkatině. Svou rozlohou 998 km² se jedná o největší podcelek Nízkého Jeseníku. V oblasti se nachází spoustu zarovnaných povrchů a hlubokých údolí, mezi které patří průlomová údolí řeky Odry, Kamenného potoka, řeky Opavy a ohyb řeky Moravice, jež svírá pravý úhel.

### Vodstvo
Většina řek a potoků, které protékají Vítkovskou vrchovinou patří do povodí řeky Odry. Výjimku tvoří pouze potok Velička a jeho přítoky, které jsou součástí povodí Moravy. Stěžejní toky oblasti jsou řeky Odra, Moravice a Opava.

#### Odra

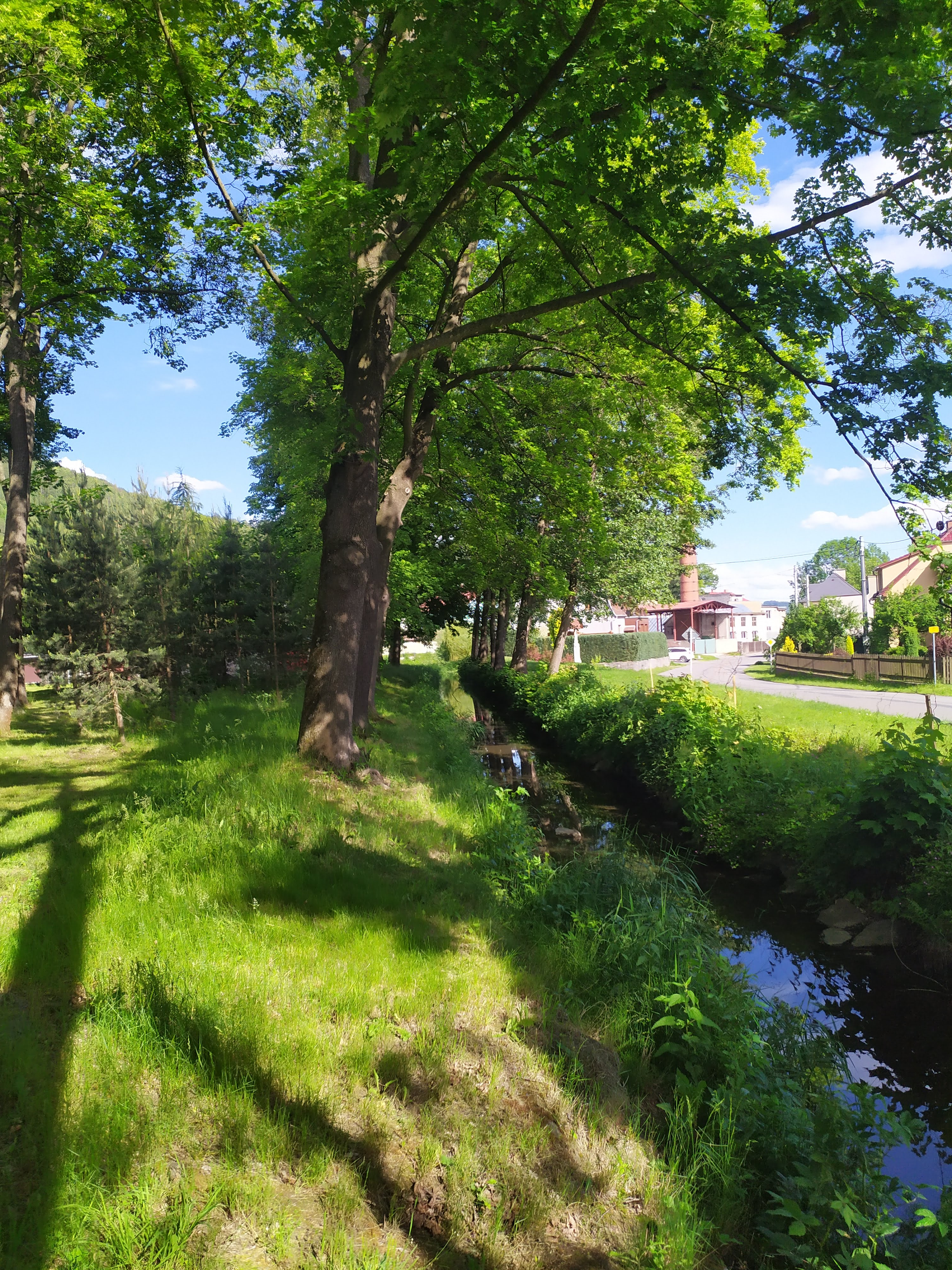
Mlýnský náhon v Jakubčovicích nad Odrou

Řeka Odra pramenní v sousedních Oderských vrších a hranici Vítkovské vrchoviny překračuje ve Vojenském újezdu Libavá, nedaleko obce Staré Oldřůvky. Poté se řeka vylévá do přehrady Barnovská, jejíž rozloha činí 12 ha.  V jednom z meandrů řeky Odry se nachází Rekreační středisko Hadinka, kde se do Odry vlévá Budišovka. Dalším přítokem je Něčínský potok, jehož jméno nese údolí, kterým řeka protéká. Posuneme-li se níže po toku řeky Odry, dostaneme se do Spálovského mlýna a obce Klokočůvek. Toto místo je důležité pro věřící, neboť se zde nalézá poutní místo Panny Marie ve skále (lidově zvané Maria skála, něm. Maria Stein). Asi 300 m níže po toku míjí Odra žel. st. Heřmánky a nad ní se nacházející vyhlídku Švédská skála. Řeka teče dále přes Jakubčovický splav a protéká pod lávkami v Jakubčovicích nad Odrou. V Jakubčovicích se tok rozděluje na dvě části. Silnější Odru a slabší mlýnský náhon pro nedaleký vodní mlýn Wesselsky (též Pazderův) v Odrách-Loučkách. Řeka vtéká do města Odry přes kaskádu jezů. V úseku lemujícím Vítkovskou ul. v Odrách byla řeka v letech 1978–1980 přeložena kvůli rozšíření závodu Optimit. V Odrách je řeka, podobně jako v Jakubčovicích, rozdělena do dvou toků. Řeka opouští Vítkovskou vrchovinu poblíž železničního přejezdu přes silnici III/04734 nedaleko Emauzského rybníka.

##### Spálovská přehrada
V úseku mezi přehradou Barnovská a poutním místem Panny Marie ve skále měla stát přehrada Spálov, nesoucí jméno podle nedalekého městyse. Tato přehrada měla být spojena štolou s nedalekou Kružberskou přehradou, která se nachází na řece Moravici. Součástí tohoto projektu bylo i vybudování přečerpávací vodní elektrárny v nedalekých Heřmánkách, jejíž výstavba by měla za následek zaplavení poutního místa Panny Marie ve skále, části obce Klokočůvek, železniční tratě č. 276 a silnice II/442.

#### Moravice
Řeka Moravice vtéká do Vítkovské vrchoviny přes vodní nádrž Slezská Harta, která je hranicí Vítkovské vrchoviny rozdělena na dvě poloviny.  Na Slezskou Hartu navazuje menší přehrada Kružberk, která až na přidruženou nádrž Lobník patří do Vítkovské vrchoviny. Pod nádrží Kružberské přehrady Moravice protéká meandry skrz kdysi věhlasné Janské Koupele. Ty se proslavily lázeňstvím. I dnes se v této oblasti nacházejí aktivní lázeňské prameny, které jsou v současné době z technických důvodů nepřístupné. Níže po toku se nachází Podhradí, jehož součástí je úpravna vody pro větší část Moravskoslezského kraje. Nad levým břehem řeky Moravice se tyčí zřícenina hradu Vikštějn, který je od roku 1776 opuštěn. Poblíž Podhradí se nachází osada Annino údolí, kudy řeka také protéká. Poblíž vrcholu Kozí hřbety (357 m n. m.) se Moravice rozděluje do dvou toků. Menším z nich je tzv. Weisshuhnův kanál. Tok řeky dále pokračuje do obce Žimrovice, na jejímž začátku dochází ke spojení s vedlejším tokem. Na Žimrovice navazuje město Hradec nad Moravicí, kde řeku překonává most silnice I/57. Na Hradec nad Moravicí plynule navazuje Branka u Opavy, která je hraniční obcí Vítkovské vrchoviny.

##### Weisshuhnův kanál

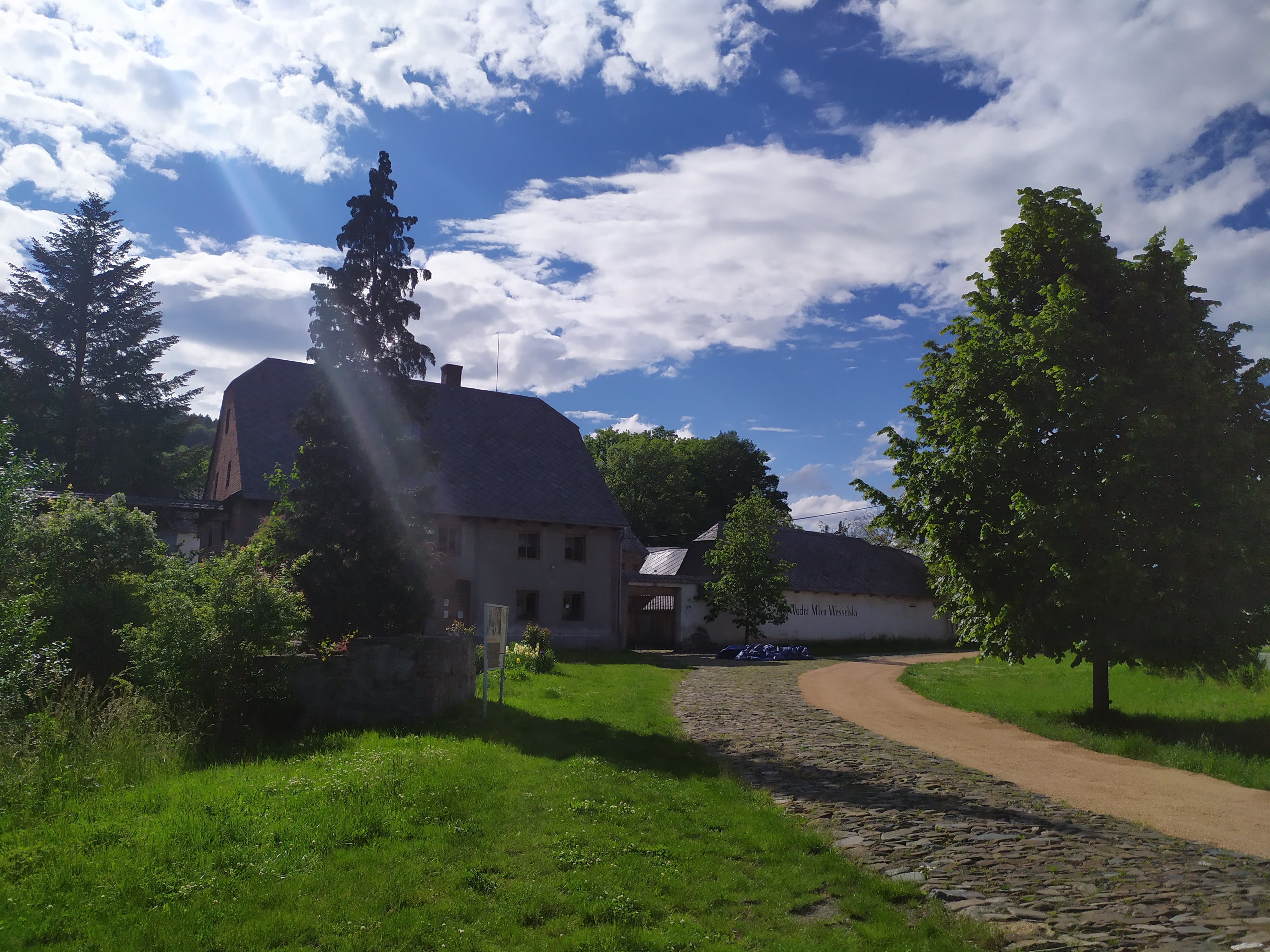
Vodní mlýn Wesselsky

Uměle vybudovaný kanál a technická památka na řece Moravici dokončená v roce 1891, která sloužila potřebám Žimrovické papírny. Kanál byl vybudován z popudu Carla Weisshuhna, zakladatele papíren a význačného slezského podnikatele. Pomocí kanálu se do roku 1966 dopravovalo dřevo do papírny se vzdálenosti až 60 kilometrů, proto bývá také označován jako Papírenský náhon.

#### Opava
Tok řeky Opavy prochází Vítkovskou vrchovinou asi 1 km SV od obce Děhylov skrz Děhylovskou pahorkatinu. Její délka v tomto místě činí necelé 3 km. Paralelně s řekou prochází tímto místem trať č. 321 spojující stanice Opava východ a Ostrava-Svinov.

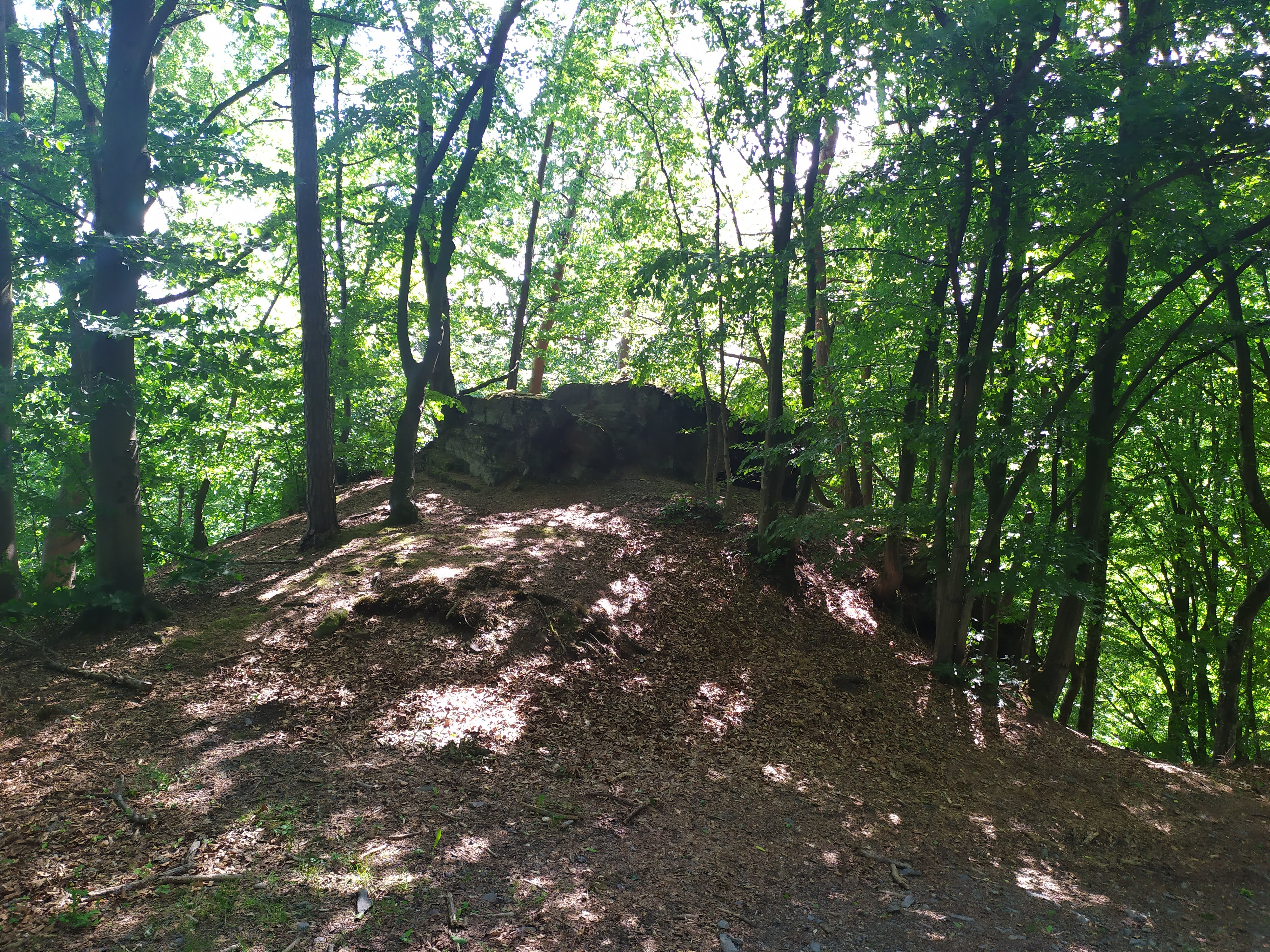
Geologie Vítkovské vrchoviny

### Geologie
Oblast Vítkovské vrchoviny se vyznačuje velkým množstvím břidlice. Ta zde byla v dřívějších časech často těžena, na což poukazuje častý výskyt zaniklých šachet a dolů, které sloužily k její těžbě. V oblasti se také nacházejí břidlicové haldy. Například břidlicová halda poblíž Soudkovy štoly nedaleko Olšovce. Břidlice byla v minulosti mimo jiné využívána jako střešní krytina. Dříve byla vyhlášena těžbou břidlice mokřinsko-záluženská oblast, poblíž města Vítkov.
Mezi další nerosty, které lze v oblasti Vítkovské vrchoviny nalézt patří denudační zbytky badenských sedimentů, které lze nalézt v údolích. Dále pak denudační zbytky sedimentů pleistocenního kontinentálního zalednění, které lze nalézt především v severní a východní části tohoto geomorfologického podcelku.

## Členění
Vítkovská vrchovina se dále dělí na 9 geomorfologických okrsků.

### Těškovická pahorkatina (IVC-8F-a)
Těškovická pahorkatina se nachází ve východní části Vítkovské vrchoviny. Tvoří plynulý přechod mezi 450 metrovými vrcholky Heřmanické vrchoviny a 250 metrovými pahorky Děhylovské pahorkatiny. Nadmořské výšky vrcholů v této oblasti se obvykle pohybují mezi 350 a 400 m n. m. Těškovická pahorkatina se dělí na dva podokrsky, Hrabyňskou pahorkatinu a Bravinskou pahorkatinu, která se ještě dále dělí na Jíloveckou pahorkatinu a Tíseckou pahorkatinu. Těškovická pahorkatina a její části získaly svá jména podle těchto obcí: Těškovice, Hrabyně, Bravinné, Jílovec a Tísek. Nejvyšším pojmenovaným vrcholem celé oblasti je Mečník se svou výškou 458 m n. m. Ten je zároveň nejvyšším vrcholem Hrabyňské pahorkatiny. Další významné vrcholy v oblasti Těškovické pahorkatiny jsou: Osličina (nejvyšší vrchol Bravinské a Jílovecké pahorkatiny) a Potajský vrch (nejvyšší vrchol Tísecké pahorkatiny).

### Děhylovská pahorkatina (IVC-8F-b)
Děhylovská pahorkatina je nejníže položenou částí Vítkovské vrchoviny a svou výškou málokdy přesáhne 250 m n. m. Jméno této pahorkatině propůjčila obec Děhylov poblíž Ostravy. Součástí Děhylovské pahorkatiny jsou podokrsky Hošťálkovická pahorkatina a Záhumenická pahorkatina pojmenované podle obce Hošťálkovice a vrcholu Záhumenice. Nejvyšším vrcholem je vrch Těškovice s nadmořskou výškou pouhých 363 m n. m.

### Tošovická vrchovina (IVC-8F-c)
Byla vytvořena v pleistocénu zásahem pevninského ledovce do oblasti dnešní Fulnecké vrchoviny. Nejvyšším bodem Tošovické vrchoviny je Pohoř. Tošovická pahorkatina byla pojmenována podle obce Tošovice, které leží mezi Fulnekem a Odrami.

### Heřmanická vrchovina (IVC-8F-d)
Rozlohou největší okrsek Vítkovské vrchoviny je plošinatý a tvoří přechod mezi údolím řeky Odry a údolím řeky Moravice. Svým tvarem připomíná písmeno V. Jméno tohoto okrsku je odvozeno od obce Heřmanice u Oder, jež se nachází v jižní části tohoto okrsku, poblíž vrcholu Chrastavec. Dělí se na 3 podokrsky: Klokočovskou vrchovinu, Věskou vrchovinu a největší Skřipovskou vrchovinu. Jména těchto oblastí pochází od obcí Klokočov, Véska a Skřipov. Nejvyšší body těchto podokrsků jsou: Horka (Klokočovská vrch.), zároveň nejvyšší vrchol celého okrsku; Chrastavec (Věská vrch.) a Vrchy (Skřipovská vrch.).

### Melčská vrchovina (IVC-8F-e)
Značně členitý okrsek Vítkovské vrchoviny, který se rozkládá po obou březích řeky Moravice, jež tvoří průlomové údolí. Nejvyšším vrcholem Melčské vrchoviny je Dvorský vrch, který se nachází poblíž Nových Lublic. Jméno této oblasti pochází od jména obce Melč. Samostatná Melčská vrchovina není dále členěna na geomorfologické podokrsky, pouze v okolí obce Hradec nad Moravicí se nachází Moravická niva, která je tak jedinou podjednotkou Melčské vrchoviny.

### Leskovecká pahorkatina (IVC-8F-f)
Leskovecká pahorkatina leží v severozápadním cípu Vítkovské vrchoviny. Je ohraničena řekou Moravicí a potokem Hvozdnice. Své jméno pahorkatina získala od obce Leskovec nad Moravicí nacházející se poblíž v. n. Slezská Harta. Nejvyšším vrcholem Leskovecké pahorkatiny je vrchol Na Hartě.

### Potštátská vrchovina (IVC-8F-g)
Jedná se o nejvýše položenou část Vítkovské vrchoviny, pro kterou jsou typické plošiny. V okolí města Potštátu, které této vrchovině dalo jméno, se nachází Potštátské skalní město, které bylo vytvořeno mrazovým zvětráváním drob na svahu údolí potoka Veličky. Potštátská vrchovina se člení na 2 geomorfologické podokrsky. Severozápadně položená Kovářská vrchovina s nejvyšším vrcholem Křížový vrch a jihovýchodně položená Spálovská vrchovina a její nejvyšší bod Veselský kopec.

### Oderská kotlina (IVC-8F-h)
Je pojmenována podle města Odry, které leží v samém centru tohoto geomorfologického okrsku. Nánosy z poslední mořské záplavy dokládají, že Oderská kotlina existovala již v neogénu. Nejnižším bodem tohoto okrsku je koryto řeky Odry s nadmořskou výškou cca 276 m n. m.

### Fulnecká kotlina (IVC-8F-i)
Jedná se o kotlinu, která je velice podobná Oderské kotlině. Rozdílem je zásah pevninského ledovce, který způsobil rozdělení Fulnecké a Oderské kotliny Tošovickou vrchovinou, která tvoří výraznou kru mezi oběma prohlubněmi v povrchu Vítkovské vrchoviny. Fulnecká kotlina nese jméno města Fulnek. Nejnižším bodem Fulnecké kotliny je koryto Husího potoka s nadmořskou výškou 263 m n. m.

## Nejvyšší vrcholy
Seznam vrcholů Vítkovské vrchoviny, jejichž nadmořská výška přesáhla 500 m n. m., nebo významné vrcholy, které jsou zvýrazněny tučným písmem. Nejsou zde uvedeny bezejmenné vrcholy.
Nejvyšším pojmenovaným vrcholem Vítkovské vrchoviny je Křížový vrch (642,0 m). Nejvyšší místo (642,3 m) se ale nachází cca 1 km severně od vrcholu v lokalitě zvané Křížová. Podle Demka a Mackovčina (2006) je nejvyšším vrcholem Vítkovské vrchoviny Strážná (641 m).
- bezejmenný kopec v lokalitě Křížová (642,3 m n. m.) – nejvyšší vrchol Vítkovské vrchoviny, Potštátské vrchoviny a Kovářské vrchoviny
- Křížový vrch (642 m n. m.) – nejvyšší pojmenovaný vrchol Vítkovské vrchoviny, Potštátské vrchoviny a Kovářské vrchoviny
- Strážná (641 m n. m.)
- U lomu (636 m n. m.)
- Rovné (628 m n. m.)
- Srnov (621 m n. m.)
- Olověnský vrch (616 m n. m.)
- Kozí horka (600 m n. m.)
- Svatoňovický kopec (595 m n. m.)

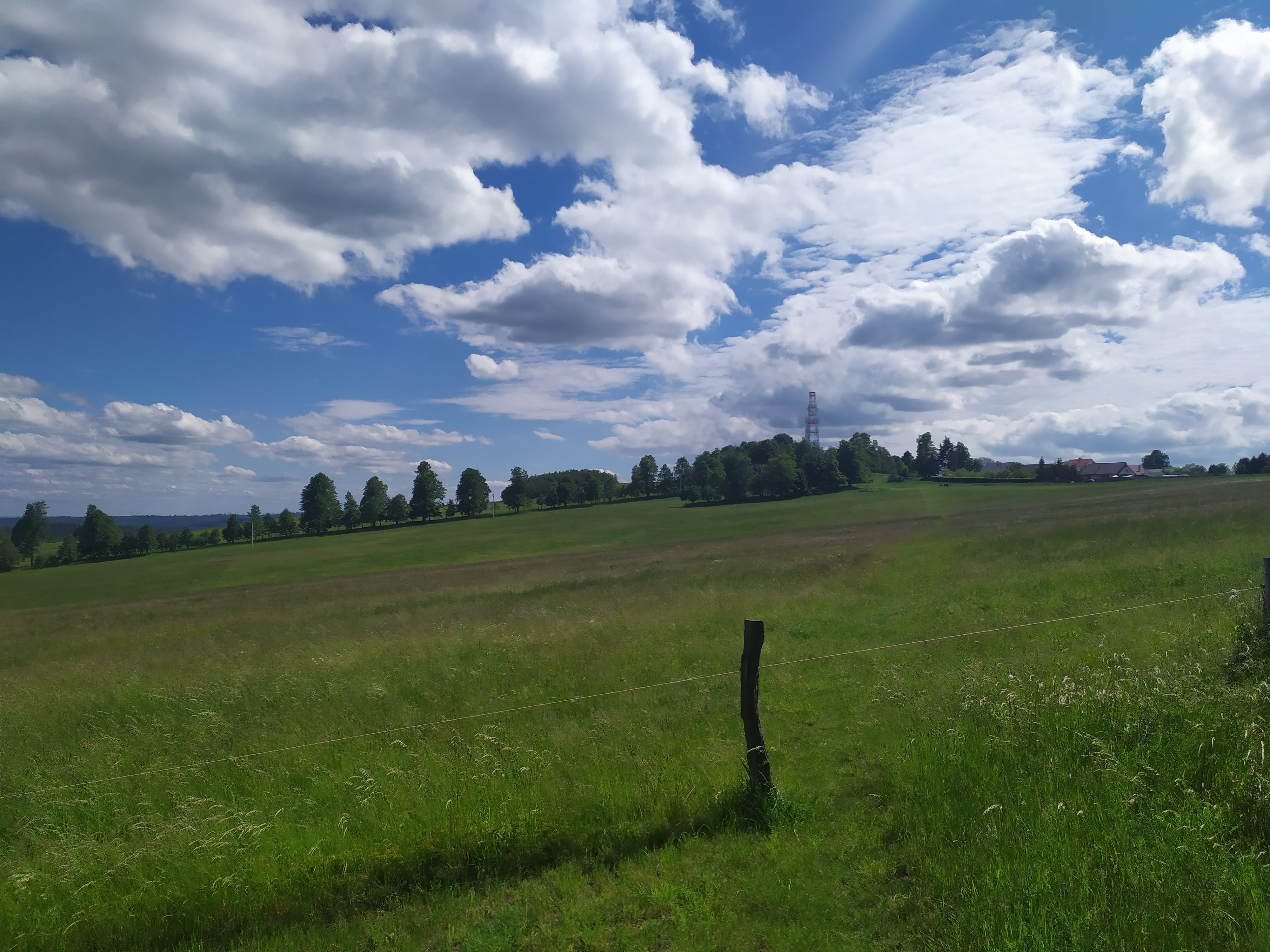
Horka (582 m)

- Horka (582 m n. m.) – nejvyšší vrchol Heřmanické vrchoviny a Klokočovské vrchoviny
- Na Hartě (578 m n. m.) – nejvyšší vrchol Leskovecké pahorkatiny
- Suchá (578 m n. m.)
- Na Vartě (576 m n. m.)
- Strážný vrch (575 m n. m.)
- Holý vrch (573 m n. m.)
- Šibeniční návrší (572 m n. m.)
- Dvorský vrch (569 m n. m.) – nejvyšší vrchol Melčské vrchoviny
- Novolublický vrch (569 m n. m.)
- Hůrka (567 m n. m.)
- Na Kopci (567 m n. m.)
- Na Haldě (562 m n. m.)
- U Větřáku (560 m n. m.)
- Březový vrch (558 m n. m.)
- Nad Budišovkou (557 m n. m.)Trněný rybník a Veselský kopec (557 m)

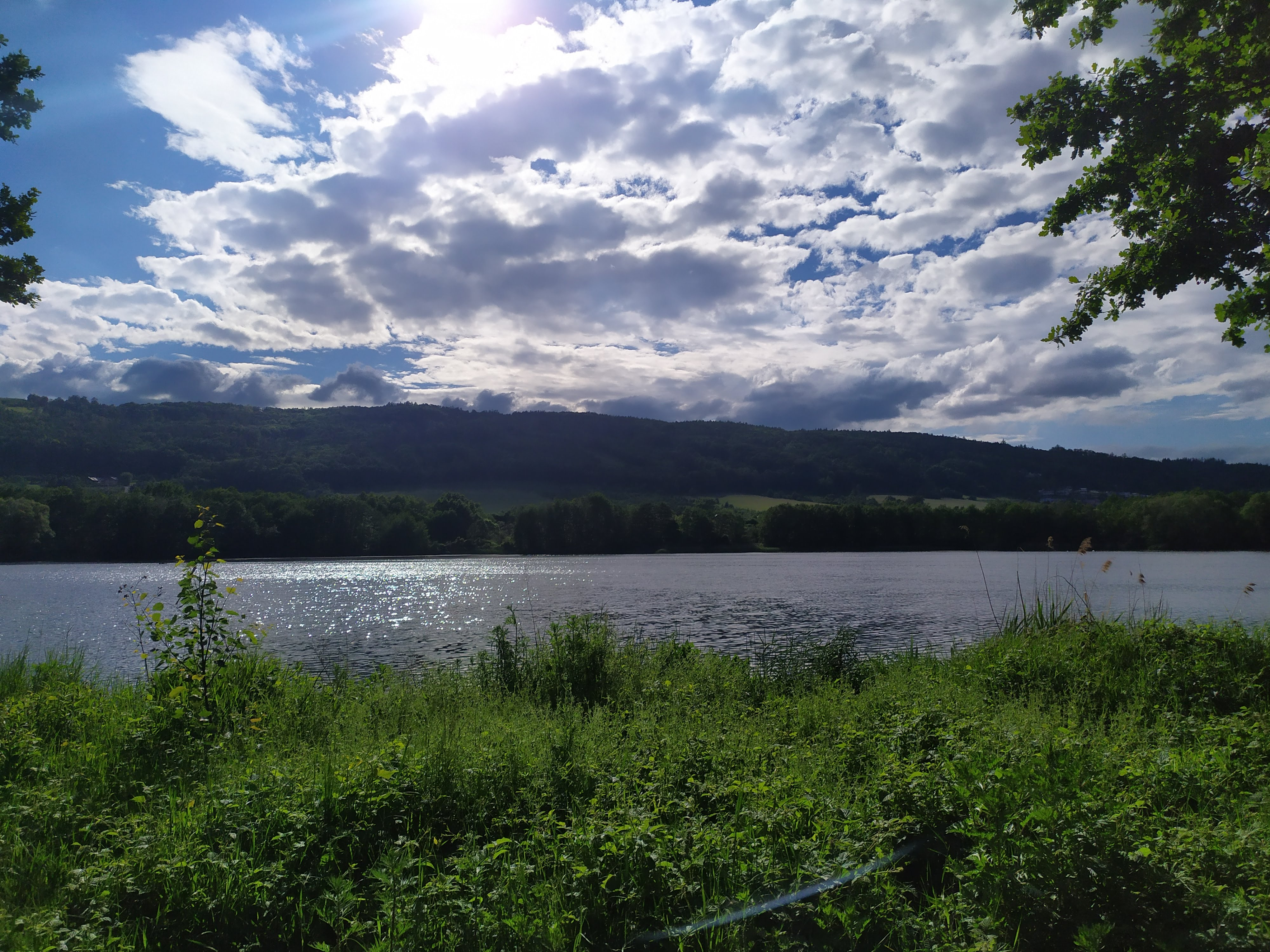
Trněný rybník a Veselský kopec (557 m)

- Veselský kopec (557 m n. m.) – nejvyšší vrchol Spálovské vrchoviny
- Čižovice (555 m n. m.)
- Křížové pole (554 m n. m.)
- Březový pahorek (553 m n. m.)
- Stráž (548 m n. m.)
- Šibeník (548 m n. m.)
- Novomlýnský vrch (546 m n. m.)
- Smolný (545 m n. m.)
- Letní kopec (544 m n. m.)
- Horní Buková (542 m n. m.)
- Kopa (541 m n. m.)
- Hora (540 m n. m.)
- Vrchy (540 m n. m.) – nejvyšší vrchol Skřipovské vrchoviny
- Petrov (539 m n. m.)
- Fléčka (534 m n. m.)
- Na Koutech (533 m n. m.)
- U Hájku (533 m n. m.)
- Chrastavec (532 m n. m.) – nejvyšší vrchol Věsské vrchoviny
- Kozí hřbet (532 m n. m.)
- Tršlovec (531 m n. m.)
- Hůrka (530 m n. m.)
- Šance (526 m n. m.)
- Čermenka (523 m n. m.)
- Kopanice (520 m n. m.)
- Přední kopec (519 m n. m.)
- Kamenný vrch (518 m n. m.)
- U Kříže (518 m n. m.)
- U Vodojemu (516 m n. m.)
- Dlouhé pole (515 m n. m.)
- Kamenný šanc (511 m n. m.)
- Podvihovský vrch (511 m n. m.)
- Na Kamence (508 m n. m.)
- Příčnice (506 m n. m.)
- Ptačí vrch (502 m n. m.)
- Pohoř (480 m n. m.) – nejvyšší vrchol Tošovické vrchoviny
- Mečník (458 m n. m.) – nejvyšší vrchol Těškovické pahorkatiny, nejvyšší vrchol Hrabyňské pahorkatiny
- Osličina (445m n. m.) – nejvyšší vrchol Bravinské pahorkatiny, nejvyšší vrchol Jílovecké pahorkatiny
- Potajský vrch (400 m n. m.) – nejvyšší vrchol Tísecké pahorkatiny
- Těškovice (363 m n. m.) – nejvyšší vrchol Děhylovské pahorkatiny

## Chráněná území

### Přírodní památky[18]
- Přírodní památka Jakartovice

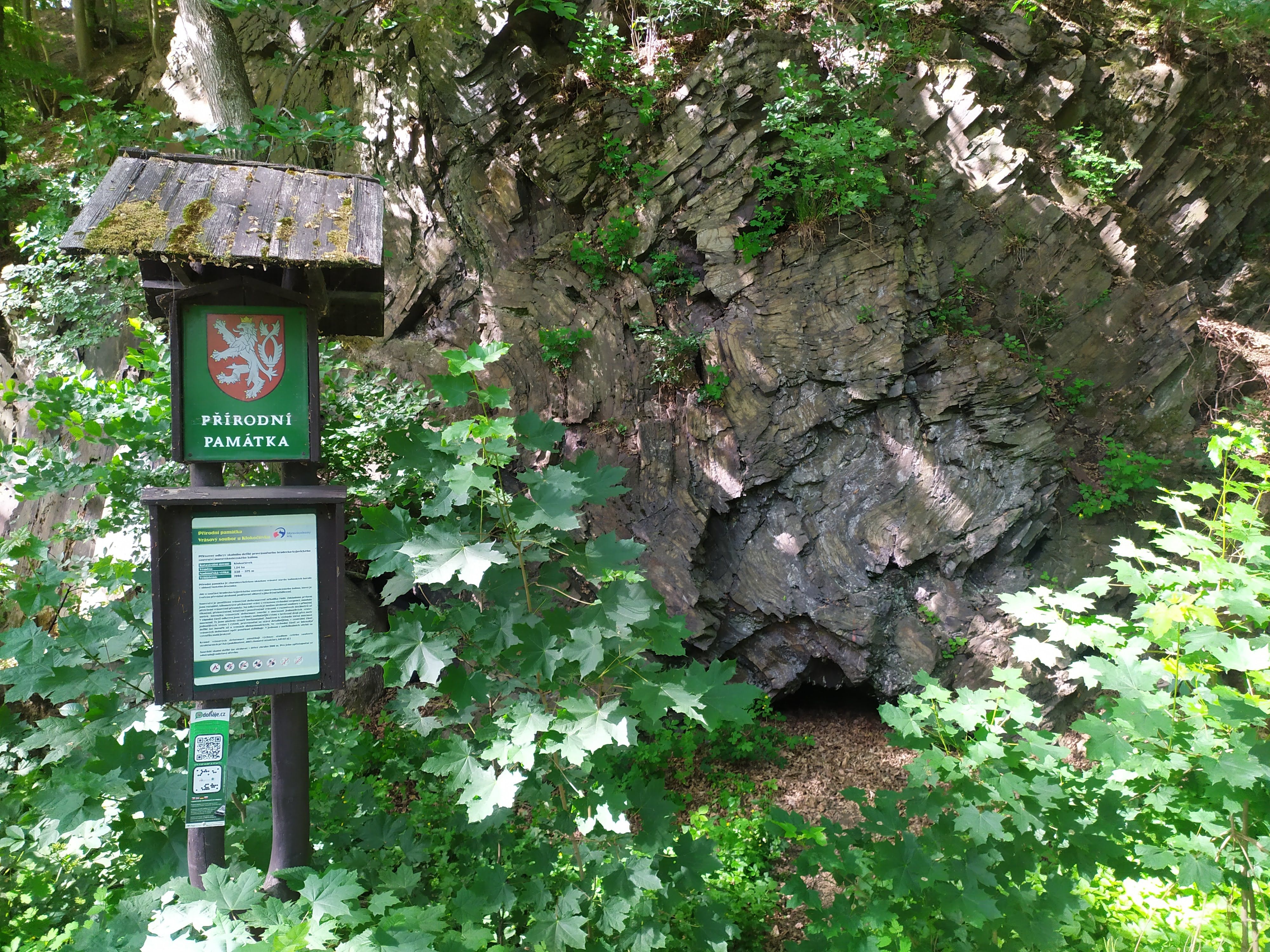
Vrasový soubor u Klokočůvku

- Přírodní památka Jilešovice-Děhylov
- Přírodní památka Černý důl
- Přírodní památka Údolí Moravice
- Přírodní památka Na Čermence
- Přírodní památka Vrasový soubor v Klokočůvku
- Přírodní památka Stříbrné jezírko
- Přírodní památka Soudkova štola

### Přírodní rezervace[18]
- Národní přírodní rezervace Kaluža
- Přírodní rezervace Nové Těchanovice

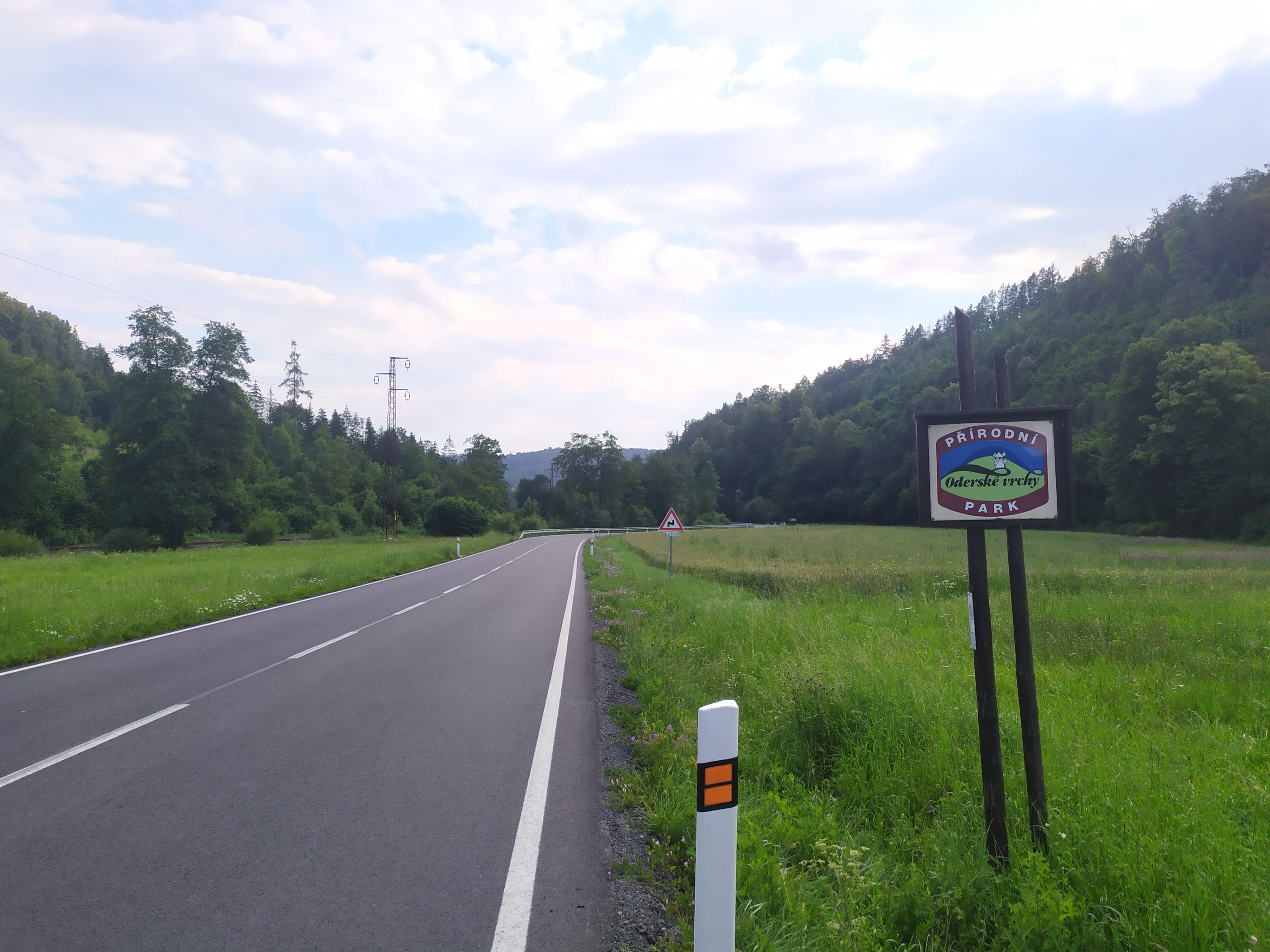
PP Oderské vrchy

- Přírodní rezervace Valach
- Přírodní rezervace U Leskovce
- Přírodní rezervace Královec
- Přírodní rezervace Suchá DoraPP Oderské vrchy

### Přírodní parky[19]
- Přírodní park Oderské vrchy
- Přírodní park Moravice

## Turisticky významné lokality

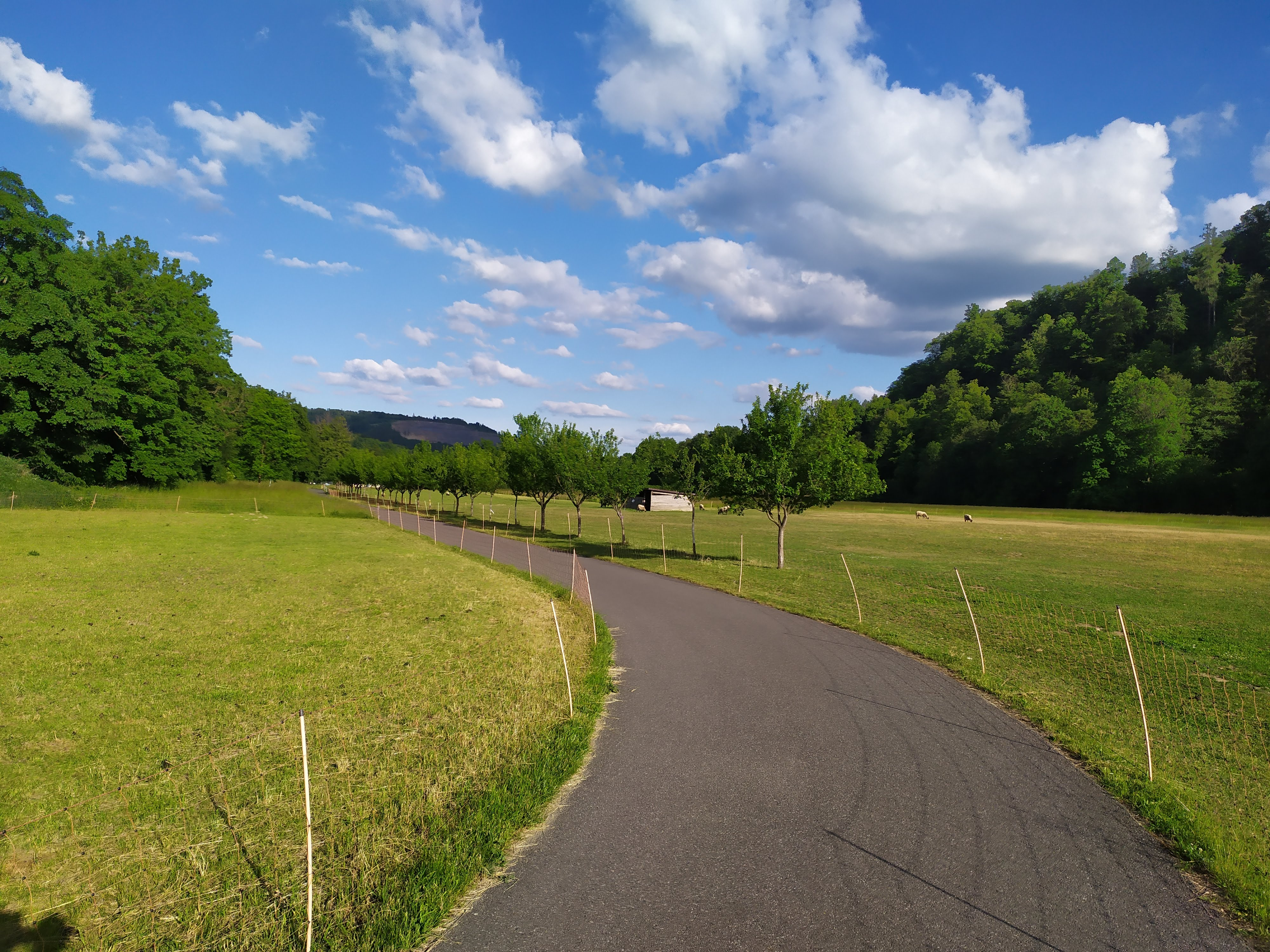
Střecha Evropy

### Cyklostezka Střecha Evropy
V letech 2014–2015 probíhala výstavba cyklostezky. Její otevření proběhlo v srpnu roku 2015. Trasa cyklostezky začíná v obci Klokočůvek a vede přes obce Jakubčovice nad Odrou a Odry-Loučky až do Oder. Trasa v celém úseku kopíruje tok řeky Odry. Přes cyklostezku je vedena cyklotrasa č. 503 spojující město Krnov a obec Starý Jičín.

### Weisshuhnův kanál
↑ Viz kapitola Vodstvo.

### Vodní mlýn Wesselsky
Též Pazderův mlýn, byl poprvé zmíněn roku 1571. Spolupracoval s nedalekým, již zaniklým, Dolním mlýnem v Jakubčovicích nad Odrou. Poblíž mlýna také stojí pila, jež byla poháněna mlýnským kolem. V současné době je možné v mlýně navštívit stálou expozici. Součástí prohlídky je i mluvený výklad o historii mlýna a mlynářství. Mlýn patří do programu technických památek Technotrasa.

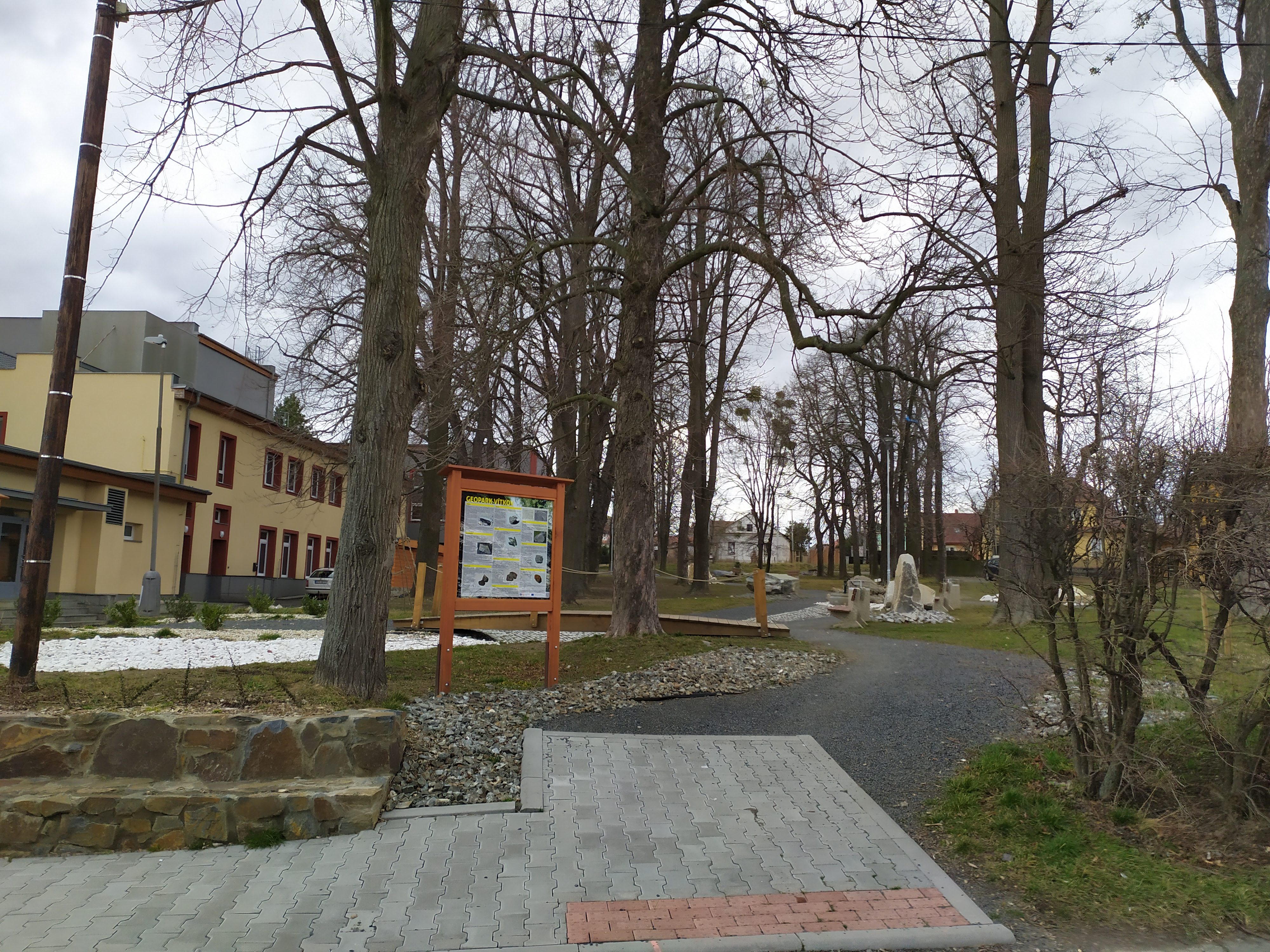
Geopark ve Vítkově

### Geopark Vítkov
V roce 2019 byl v parku ve Vítkově zřízen Geopark Vítkov. Jsou zde umístěny břidlice, moravská droba, čedič, vápenec, sádrovec, rula, mramor, pískovec, žula a dolomit, které se ve Vítkovské vrchovině vyskytují.

### Národní památník II. sv. války – Hrabyně
Památník byl otevřen roku 1980 pod názvem Památník Ostravské operace. Mezi lety 2006 a 2009 proběhla rekonstrukce památníku. V roce 2014 byl přejmenován na Národní památník II. světové války. Dnes je součástí památníku i muzejní expozice vojenské techniky. Celý památník je pod správou Slezského zemského muzea Opava. 

### Zámek Raduň
Původně gotický zámek přestavěný v 16. stol. do renesančního stylu se nachází nedaleko města Hradec nad Moravicí. V 19. stol. došlo k další přestavbě do empírového stylu. V dobách vlády KSČ byl zámek ve vlastnictví mnoha institucí. Sloužil k bytovým účelům, pro potřeby MŠ a ZŠ, jako kancelářská budova, jako zdravotní středisko atd. Od roku 1984 je zámek otevřen veřejnosti. Součástí areálu je zahrada se skleníkem a sýpka s vlastní expozicí.

### Zámek Hradec nad Moravicí
Původně gotický hrad postavili opavští Přemyslovci, po kterých hrad převzali Pruskovští z Pruskova. Během jejich vlády došlo k masové přestavbě celého Hradce na zámek. Posledními vlastníky zámku byl knížecí rod Lichnovských. V roce 1945 byl zámek kvůli Benešovým dekretům zkonfiskován. V roce 1949 došlo ke zpřístupnění zámeckých prostor veřejnosti a o 52 let později, roku 2001, prohlášen za národní památku. Zámecký komplex se skládá ze dvou hlavních částí, Červeného a Bílého zámku.

### Rozhledny
- Hošťálkovice
- Olšová u Pohoře
- Veselská rozhledna
- Šance
- Bezručova vyhlídka
- Těchanovická vyhlídka
- Vyhlídková věž Víkštejn
- Slatina
- Kanihůra

### Zříceniny
- Zřícenina kostela Všech svatých v Barnově
- Zřícenina hradu Vikštejn
- Zřícenina kaple sv. Michala

## Fotografie

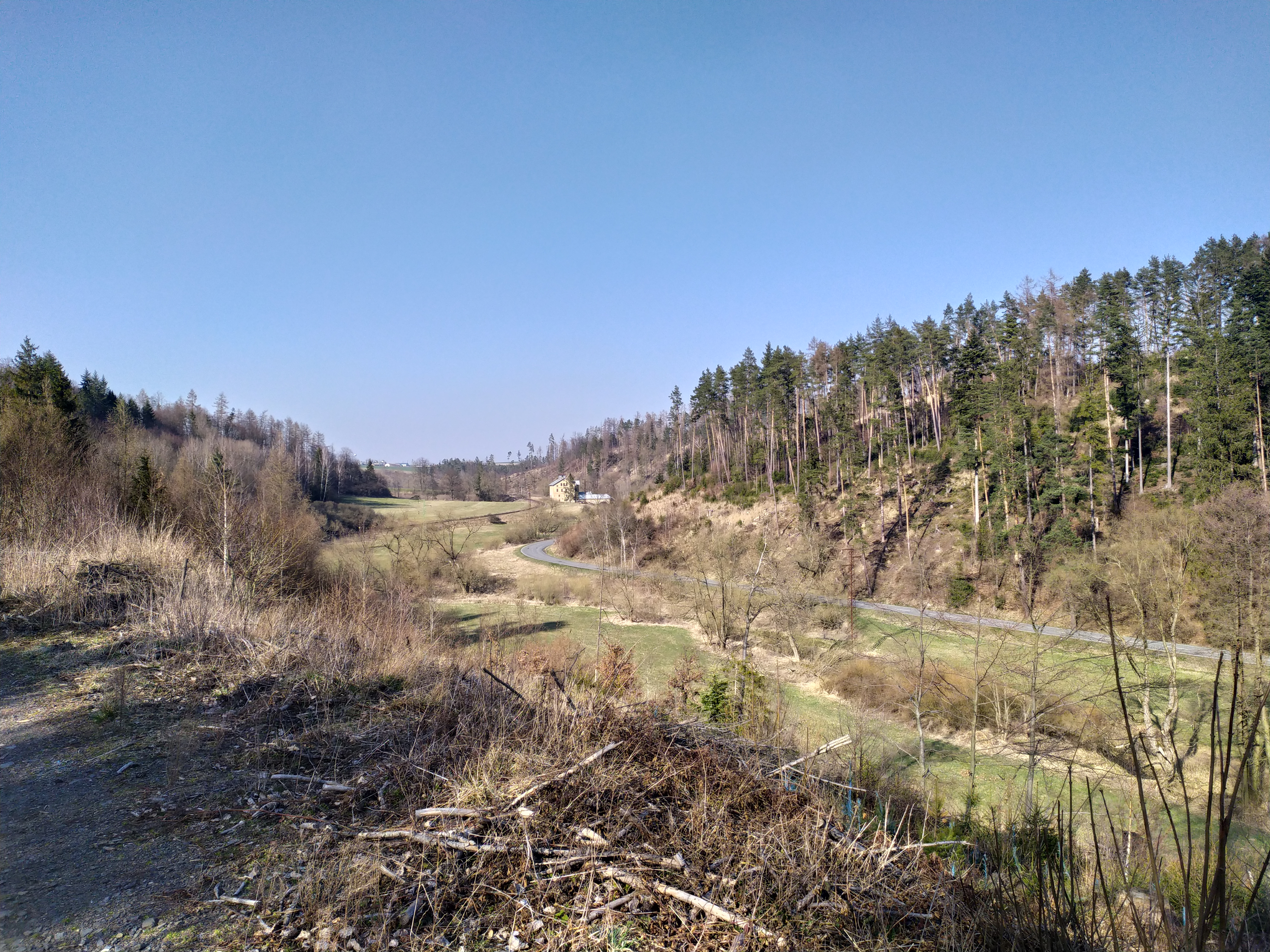
Pohled na Lichtblauův mlýn poblíž Vítkova
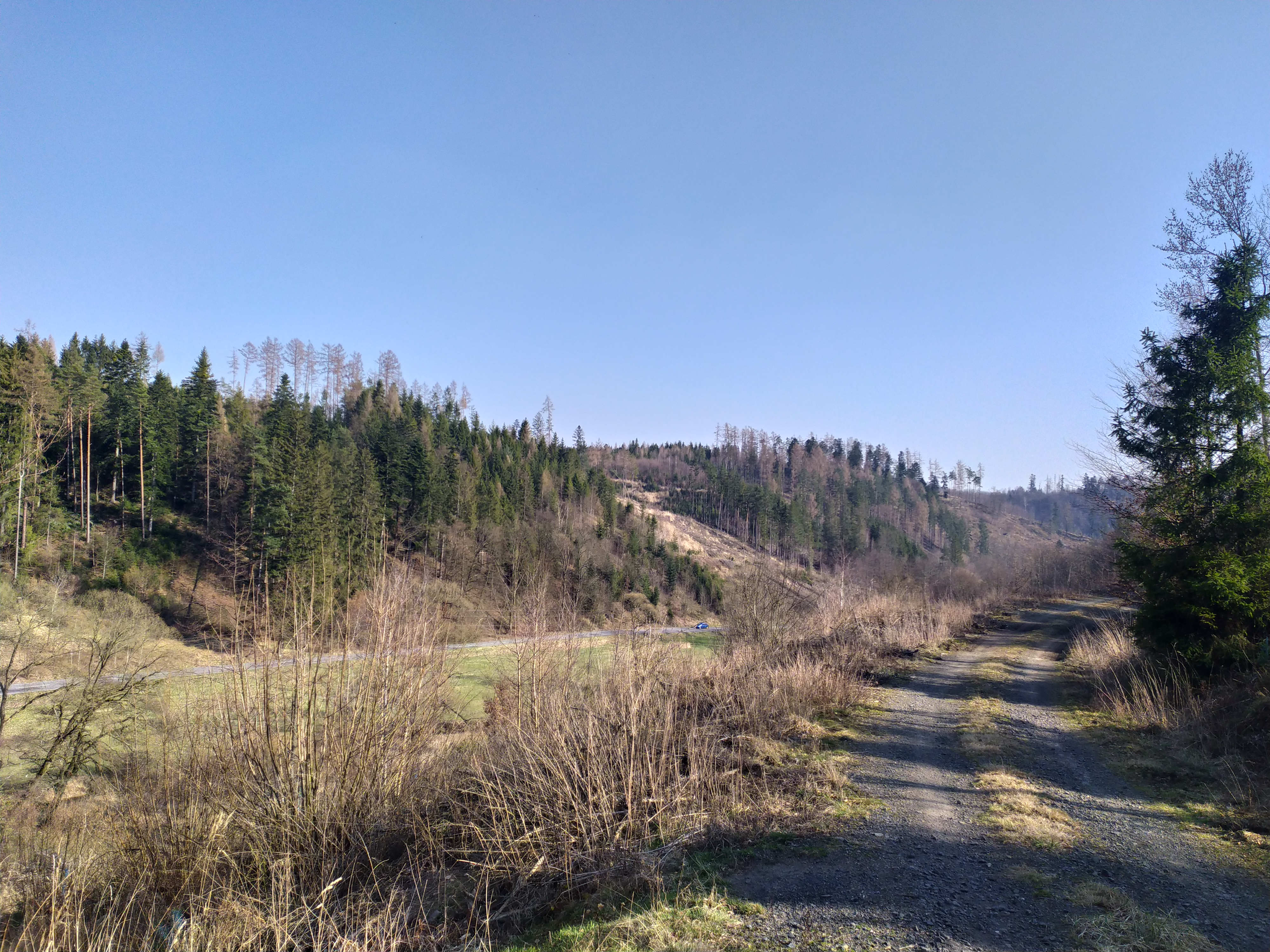
Kopce Vítkovské vrchoviny
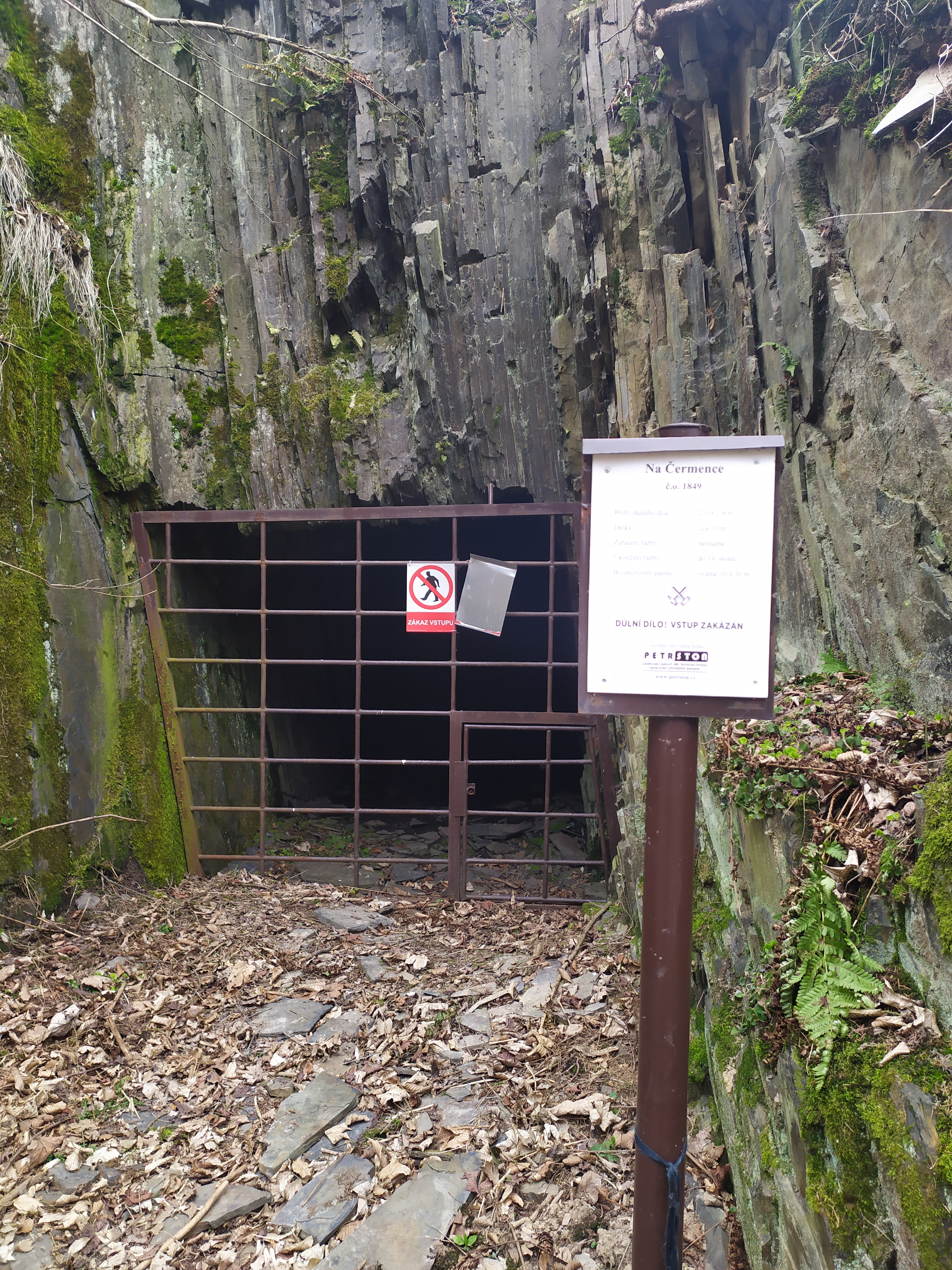
Bývalý důl Na Čermence
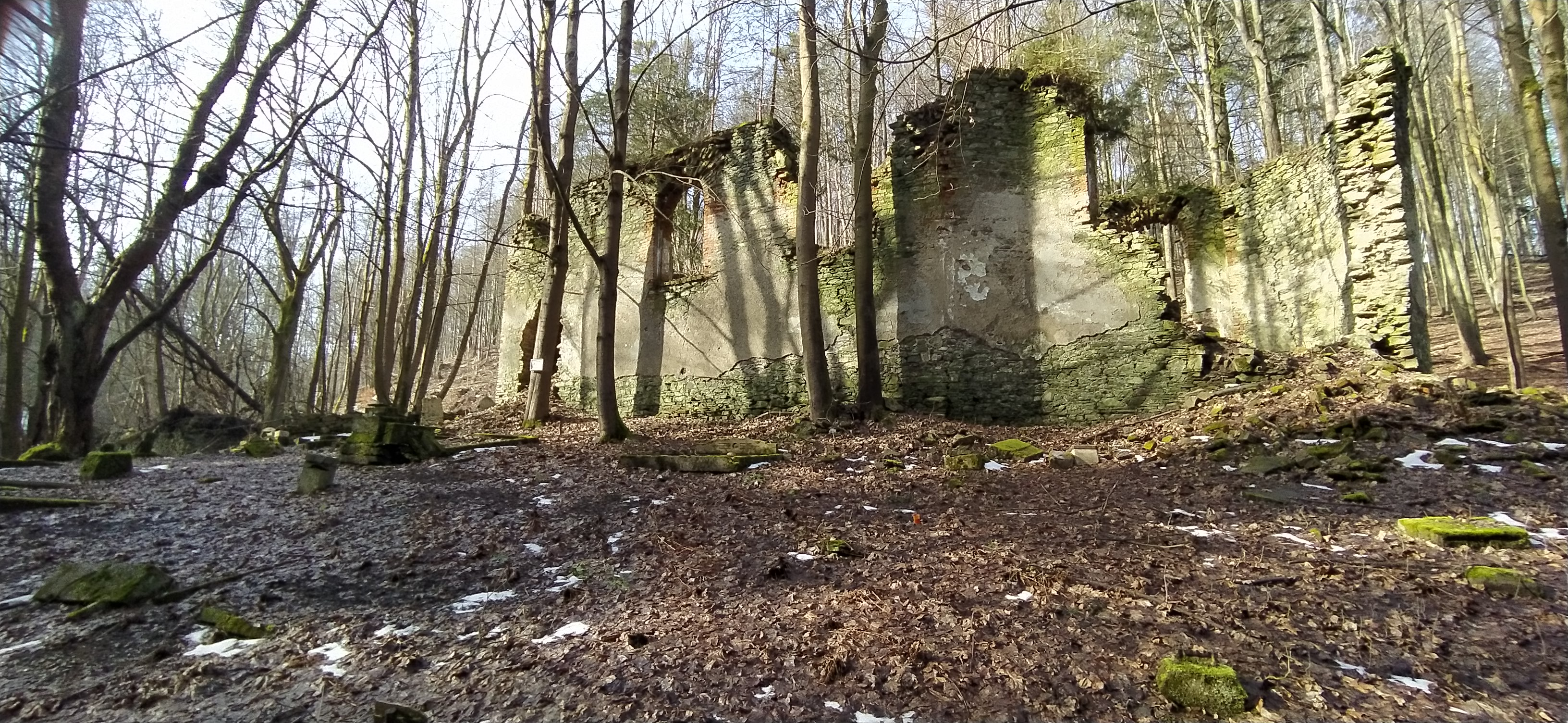
Zřícenina kostela Všech svatých v Barnově